# Moustapha Choukri
Moustapha Choukri (1945 - 22 de janeiro de 1980) foi um futebolista profissional marroquino, que atuava como meia.

## Carreira
Moustapha Choukri fez parte do elenco da histórica Seleção Marroquina de Futebol da Copa do Mundo de 1970. 